# Karel Eduard Sasko-Kobursko-Gothajský
Karel Eduard Sasko-Kobursko-Gothajský (19. července 1884 – 6. března 1954) byl v letech 1900 až 1918 čtvrtý a poslední sasko-kobursko-gothajský vévoda. Pocházel z sasko-kobursko-gothajské dynastie a šlo o vnuka britské královny Viktorie a jejího manžela prince Alberta.

## Původ
Narodil se 19. července 1884 jako pohrobek tři měsíce po smrti otce Leopolda, vévody z Albany (čtvrtý syn Viktorie a Alberta) a jeho ženy princezny Heleny. Měl starší sestru Alici. Jako pohrobek zdědil hned po narození otcův titul Jeho královská Výsost, vévoda z Albany.
Šlo o bratrance krále Jiřího V., norské královny Maud z Walesu, hesenského velkovévody Ernsta Ludvíka, ruské carevny Alix Hesensko-Darmstadtské, rumunské královny Marie z Edinburghu, španělské královny Viktorie z Battenbergu, řecké královny Sofie nebo nizozemské královny Vilemíny.

## Vévoda sasko-kobursko-gothajský
V roce 1900, tehdy ještě šestnáctiletý, zdědil po smrti svého strýce Alfréda titul vévody sasko-kobursko-gothajského. Stalo se tak, protože jeho bratranec Alfréd, syn vévody Alfréda, spáchal v roce 1899 sebevraždu, a další syn královny Viktorie Arthur, vévoda z Connaught i jeho syn se následnického práva na vévodství vzdali.

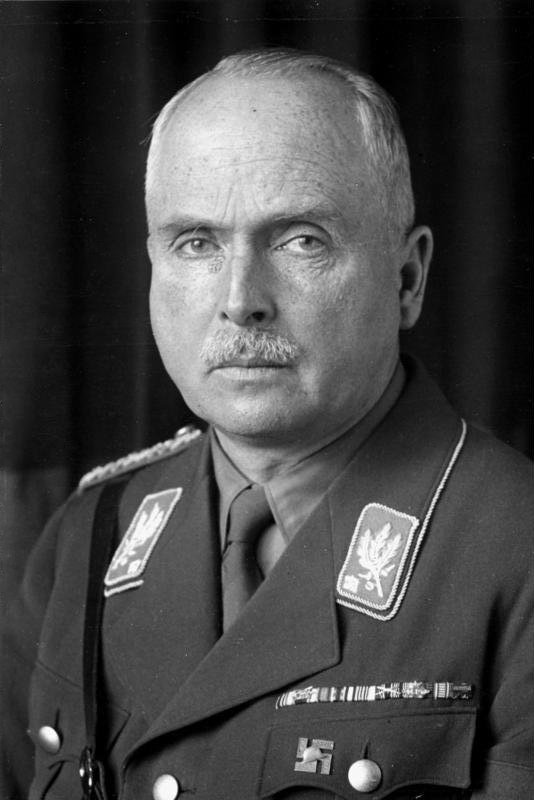
Karel Eduard jako Obergruppenführer SA, 1933

Prvních pět let vládl za mladého vévodu jako regent Arnošt Hohenlohe-Langenburg (manžel sestřenice Alexandry). Regent vládl pod přísným vedením císaře Viléma II. V roce 1905 dosáhl Karel Eduard potřebného věku a ujal se všech svých pravomocí jako vévoda Carl Eduard.
Během první světové války byl jako kontroverzní člen britské královské rodiny podporující nepřátelské Německo zákonem zbaven všech britských šlechtických titulů, řádů a výsad. Jeho postavení v následnictví trůnu Spojeného království Velké Británie a Irska ale zůstala zachována.
Když byl na konci první světové války jako další němečtí panovníci sesazen, cítil se dvojnásobně zrazený. Později v roce 1935 se stal členem nacistické strany a SA (Sturmabteilung – hnědé košile). Následujícího roku se zúčastnil pohřbu krále Jiřího V. v uniformě SA, jelikož jeho britské ceremoniální uniformy a róby mu byly zabaveny.
Přestože za druhé světové války, na rozdíl od svých synů, v armádě nesloužil. Jeho druhorozený syn Hubertus byl zabit v roce 1943 na východní frontě.
V letech 1933 až 1945 byl prezidentem Německého červeného kříže

## Rodina
V roce 1905 si v Glücksburgském zámku vzal za ženu princeznu Viktorii Adlétu Šlesvicko-Holštýnskou (1885–1970), pár měl tři syny a dvě dcery:
- Johann Leopold (2. srpna 1906 – 4. května 1972), dědičný princ Sasko-Kobursko-Gothajský, vévoda saský
⚭ 1932 Feodora von der Horst (7. července 1905 – 23. října 1991), rozvedli se v roce 1962
⚭ 1963 Marie Terezite Reindlová (1908–1996)
- Sibylla (18. ledna 1908 – 28. listopadu 1972), ⚭ 1932 Gustav Adolf Švédský (22. dubna 1906 – 26. ledna 1947), švédský princ, vévoda z Västerbottenu
- Hubertus (24. srpna 1909 – 26. listopadu 1943), padl ve 2. světové válce, svobodný a bezdětný
- Karolína Matylda (22. června 1912 – 5. září 1983)
⚭ 1931 Friedrich Wolfgang Otto, hrabě z Castell-Rüdenhausenu (27. června 1906 – 11. června 1940), rozvedli se v roce 1938
⚭ 1938 Max Schnirring (20. května 1895 – 7. července 1944)
⚭ 1946 Karl Otto Andree (1912–1984)
- Fridrich Josiáš (29. listopadu 1918 – 23. ledna 1998)
⚭ 1942 Viktorie Luisa ze Solms-Baruth (13. března 1921 – 1. března 2003), rozvedli se v roce 1946
⚭ 1948 Denyse Henrietta von Muralt (14. prosince 1923 – 25. dubna 2005), rozvedli se v roce 1964
⚭ 1964 Katrin Bremme (22. dubna 1940 – 13. července 2011)

## Vývod z předků
|                                       |                                                |  |                             |                                                      |  |  |  |  |  |  |  | František Sasko-Kobursko-Saalfeldský |
|                                       |                                                |  |                             |                                                      |  |  |  |  |  |  |  |                                      |
|                                       | Arnošt I. Sasko-Kobursko-Gothajský             |  |                             |                                                      |  |  |  |  |  |  |  |                                      |
|                                       |                                                |  |                             |                                                      |  |  |  |  |  |  |  |                                      |
|                                       |                                                |  |                             | Augusta Reuss Ebersdorf                              |  |  |  |  |  |  |  |                                      |
|                                       |                                                |  |                             |                                                      |  |  |  |  |  |  |  |                                      |
|                                       | Albert Sasko-Kobursko-Gothajský                |  |                             |                                                      |  |  |  |  |  |  |  |                                      |
|                                       |                                                |  |                             |                                                      |  |  |  |  |  |  |  |                                      |
|                                       |                                                |  |                             | Augustus Sasko-Gothajsko-Altenburský                 |  |  |  |  |  |  |  |                                      |
|                                       |                                                |  |                             |                                                      |  |  |  |  |  |  |  |                                      |
|                                       | Luisa Sasko-Gothajsko-Altenburská              |  |                             |                                                      |  |  |  |  |  |  |  |                                      |
|                                       |                                                |  |                             |                                                      |  |  |  |  |  |  |  |                                      |
|                                       |                                                |  |                             | Luisa Šarlota Meklenbursko-Zvěřínská                 |  |  |  |  |  |  |  |                                      |
|                                       |                                                |  |                             |                                                      |  |  |  |  |  |  |  |                                      |
|                                       | Leopold, vévoda z Albany                       |  |                             |                                                      |  |  |  |  |  |  |  |                                      |
|                                       |                                                |  |                             |                                                      |  |  |  |  |  |  |  |                                      |
|                                       |                                                |  |                             | Jiří III.                                            |  |  |  |  |  |  |  |                                      |
|                                       |                                                |  |                             |                                                      |  |  |  |  |  |  |  |                                      |
|                                       | Eduard August Hannoverský                      |  |                             |                                                      |  |  |  |  |  |  |  |                                      |
|                                       |                                                |  |                             |                                                      |  |  |  |  |  |  |  |                                      |
|                                       |                                                |  |                             | Šarlota Meklenbursko-Střelická                       |  |  |  |  |  |  |  |                                      |
|                                       |                                                |  |                             |                                                      |  |  |  |  |  |  |  |                                      |
|                                       | královna Viktorie                              |  |                             |                                                      |  |  |  |  |  |  |  |                                      |
|                                       |                                                |  |                             |                                                      |  |  |  |  |  |  |  |                                      |
|                                       |                                                |  |                             | František Sasko-Kobursko-Saalfeldský                 |  |  |  |  |  |  |  |                                      |
|                                       |                                                |  |                             |                                                      |  |  |  |  |  |  |  |                                      |
|                                       | Viktorie Sasko-Kobursko-Saalfeldská            |  |                             |                                                      |  |  |  |  |  |  |  |                                      |
|                                       |                                                |  |                             |                                                      |  |  |  |  |  |  |  |                                      |
|                                       |                                                |  |                             | Augusta Reuss Ebersdorf                              |  |  |  |  |  |  |  |                                      |
|                                       |                                                |  |                             |                                                      |  |  |  |  |  |  |  |                                      |
| Karel Eduard Sasko-Kobursko-Gothajský |                                                |  |                             |                                                      |  |  |  |  |  |  |  |                                      |
|                                       |                                                |  |                             |                                                      |  |  |  |  |  |  |  |                                      |
|                                       |                                                |  | Jiří I. Waldecko-Pyrmontský |                                                      |  |  |  |  |  |  |  |                                      |
|                                       |                                                |  |                             |                                                      |  |  |  |  |  |  |  |                                      |
|                                       | Jiří II. Waldecko-Pyrmontský                   |  |                             |                                                      |  |  |  |  |  |  |  |                                      |
|                                       |                                                |  |                             |                                                      |  |  |  |  |  |  |  |                                      |
|                                       |                                                |  |                             | Augusta ze Schwarzburg-Sondershausenu                |  |  |  |  |  |  |  |                                      |
|                                       |                                                |  |                             |                                                      |  |  |  |  |  |  |  |                                      |
|                                       | Jiří Viktor Waldecko-Pyrmontský                |  |                             |                                                      |  |  |  |  |  |  |  |                                      |
|                                       |                                                |  |                             |                                                      |  |  |  |  |  |  |  |                                      |
|                                       |                                                |  |                             | Viktor II. Anhaltsko-Bernbursko-Schaumbursko-Hoymský |  |  |  |  |  |  |  |                                      |
|                                       |                                                |  |                             |                                                      |  |  |  |  |  |  |  |                                      |
|                                       | Emma Anhaltsko-Bernbursko-Schaumbursko-Hoymská |  |                             |                                                      |  |  |  |  |  |  |  |                                      |
|                                       |                                                |  |                             |                                                      |  |  |  |  |  |  |  |                                      |
|                                       |                                                |  |                             | Amálie Nasavsko-Weilburská                           |  |  |  |  |  |  |  |                                      |
|                                       |                                                |  |                             |                                                      |  |  |  |  |  |  |  |                                      |
|                                       | Helena Waldecko-Pyrmontská                     |  |                             |                                                      |  |  |  |  |  |  |  |                                      |
|                                       |                                                |  |                             |                                                      |  |  |  |  |  |  |  |                                      |
|                                       |                                                |  |                             | Fridrich Vilém Nasavsko-Weilburský                   |  |  |  |  |  |  |  |                                      |
|                                       |                                                |  |                             |                                                      |  |  |  |  |  |  |  |                                      |
|                                       | Vilém Nasavský                                 |  |                             |                                                      |  |  |  |  |  |  |  |                                      |
|                                       |                                                |  |                             |                                                      |  |  |  |  |  |  |  |                                      |
|                                       |                                                |  |                             | Luisa Isabela z Kirchbergu                           |  |  |  |  |  |  |  |                                      |
|                                       |                                                |  |                             |                                                      |  |  |  |  |  |  |  |                                      |
|                                       | Helena Nasavská                                |  |                             |                                                      |  |  |  |  |  |  |  |                                      |
|                                       |                                                |  |                             |                                                      |  |  |  |  |  |  |  |                                      |
|                                       |                                                |  |                             | Pavel Württemberský                                  |  |  |  |  |  |  |  |                                      |
|                                       |                                                |  |                             |                                                      |  |  |  |  |  |  |  |                                      |
|                                       | Pavlína Württemberská                          |  |                             |                                                      |  |  |  |  |  |  |  |                                      |
|                                       |                                                |  |                             |                                                      |  |  |  |  |  |  |  |                                      |
|                                       |                                                |  |                             | Šarlota Sasko-Hildburghausenská                      |  |  |  |  |  |  |  |                                      |
|                                       |                                                |  |                             |                                                      |  |  |  |  |  |  |  |                                      |